# Saiki Kusuo no Ψ-nan
Saiki Kusuo no Psi-nan (斉木楠雄のΨ難, Saiki Kusuo no Ψ-nan, let. "De ramp van Psi Kusuo Saiki") is een Japanse gag mangaserie geschreven en geïllustreerd door Shūichi Asō.

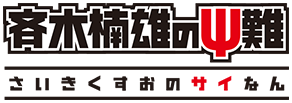
Logo dat werd gebruikt voor de anime adoptatie.

Afzonderlijke hoofdstukken zijn sinds mei 2012 tot februari 2018 verschenen in Weekly Shonen Jump. Een extra twee hoofdstukken werden uitgebracht in mei en juli van 2018 in Shōnen Jump GIGA. Alle hoofdstukken werden verzameld in tankōbon volumes en uitgegeven door Shueisha. Vanaf 2018 zijn er 26 volumes verschenen met een totaal van 290 hoofdstukken.
De manga vormde de inspiratie voor een animeserie die op 4 juli 2016 in première ging. Funimation streamde de anime onder de titel "The Disastrous Life of Saiki K." met Engelse ondertiteling toen het werd uitgezonden in Japan, en produceerde een Engelse nasynchronisatie voor het eerste seizoen van de serie. Een tweede seizoen van de animeserie ging midden januari 2018 in première en een special die eind december 2018 in première ging. De serie heeft een live-action film die op 21 oktober 2017 in Japan in première ging. Onlangs verscheen The Disastrous Life of Saiki K.: Reawakened, een Netflix Original Anime Series, op 30 december 2019.

## Verhaal
Kusuo Saiki is geen typische middelbare scholier. Achter zijn groene bril, roze haar en antenne-achtige aanhangsels schuilt een wezen met onpeilbare psychische krachten. Telekinese, teleportatie en astrale projectie klinken misschien opwindend voor de gemiddelde persoon, maar vanuit Saiki's oogpunt zijn ze niets meer dan een ergernis. Psychische krachten zijn onnodig, dat is alles waar Saiki sinds zijn kindertijd in gelooft.
Als een geheime esper met als enige droom een gewoon leven te leiden, probeert Saiki zijn paranormale gaven te gebruiken om uit de publieke belangstelling te blijven. Maar omdat hij moet opruimen voor zijn vreemde klasgenoten en hun fratsen, en tegelijkertijd zijn paranormale gaven geheim moet houden, is het moeilijk om het vredige leven te leiden dat hij wenst.